# (196625) 2003 RM10
(196625) 2003 RM10 est un astéroïde Apollon et aréocroiseur, classé comme potentiellement dangereux. Il fut découvert par LONEOS à Anderson Mesa le 13 septembre 2003.